# Bohdan Chełmicki
Bohdan Stanisław Chełmicki herbu Nałęcz (ur. 24 stycznia 1880 w Warszawie, zm. 11 października 1962 w Sopocie) – polski prawnik, notariusz, dyplomata.

## Życiorys
Po zdaniu egzaminu dojrzałości w 1899 w warszawskim gimnazjum rządowym zapisał się na Wydział Prawa Uniwersytetu Warszawskiego, który ukończył w 1904 roku. W 1906 uzyskał aplikację w Sądzie Okręgowym w Warszawie. Od 1909 do 1917 był pisarzem hipotecznym warszawskiego sądu, pozostał na stanowisku w czasie I wojny światowej z zadaniem pilnowania mienia sądowego. W 1917 był członkiem Komisji Archiwalnej Tymczasowej Rady Stanu jako delegat Departamentu Sprawiedliwości. W lutym 1918 został naczelnikiem sekcji osobowej Ministerstwa Sprawiedliwości organizując kursy dla średniego i niższego szczebla urzędników i sędziów tworzącego się polskiego wymiaru sprawiedliwości. 
W imieniu Leona Supińskiego jako Naczelnik Wydziału Personalnego organizował sądownictwo w Poznaniu zostając zastępcą ministra ds. byłej Dzielnicy Pruskiej. Za tę działalność 31 grudnia 1923 został odznaczony Krzyżem Komandorskim Orderu Odrodzenia Polski. W okresie II Rzeczypospolitej do czerwca 1923 pełnił funkcję konsula generalnego RP w Paryżu. Z dniem 1 stycznia 1924 miał objąć stanowisko radcy legislacyjnego w ambasadzie w Kopenhadze, nominacji jednak nie przyjął. W latach 1926–1933 pracował jako notariusz w Skierniewicach. 1 stycznia 1934 został notariuszem przy Wydziale Hipotecznym Sądu Grodzkiego w Łodzi. W 1937 wybrany został do Rady Notarialnej w Warszawie. 
Po wybuchu II wojny światowej znalazł się w Warszawie, gdzie objął posadę notariusza Sądu Grodzkiego. W czasie powstania warszawskiego mieszkanie i kancelaria Bohdana Chełmickiego spłonęły, a on sam z żoną Jadwigą Krajewską znalazł się w obozie w Pruszkowie, a następnie w Łowiczu. Wobec braku możliwości uzyskania lokalu na biuro i mieszkania w Łodzi Chełmicki złożył prośbę o posadę w Płocku. W latach 1946–1951 pracował jako notariusz w Płocku, w latach 1946–48 będąc sędzią. W departamencie kadr Ministerstwa Sprawiedliwości zachowała się notatka z 1948 sądzi dobrze sprawy karne. 
W grudniu 1951 został zatrudniony w Państwowym Biurze Notarialnym w Płocku, pracował tam do przejścia na emeryturę we wrześniu 1959, następnie wraz z żoną wyjechał do Sopotu do szwagierki, gdzie zmarł. Został pochowany na cmentarzu katolickim w Sopocie (kwatera D2-20-8).

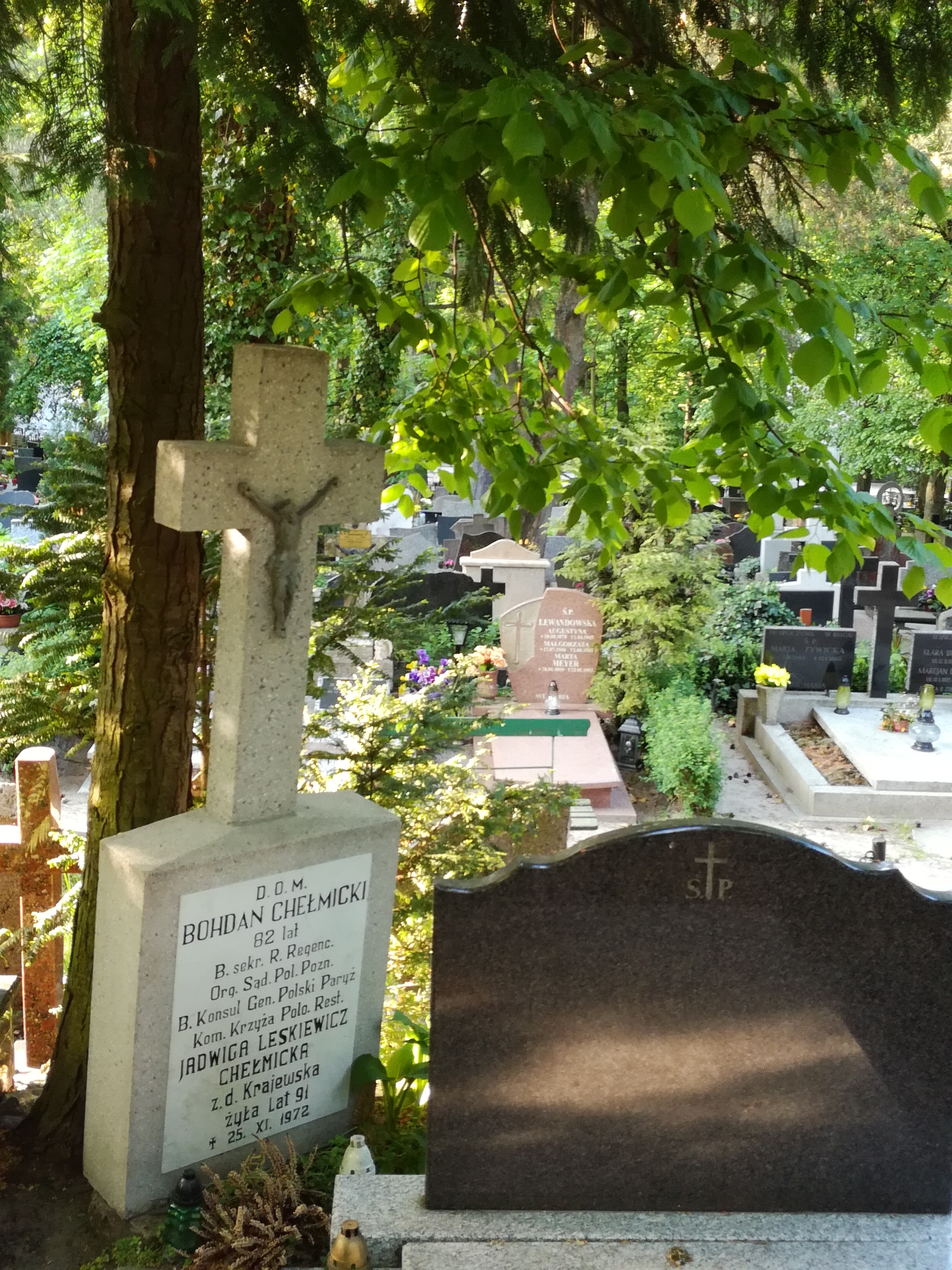
Grób Bohdana Chełmickiego na cmentarzu katolickim w Sopocie